# 陶斯勒菲

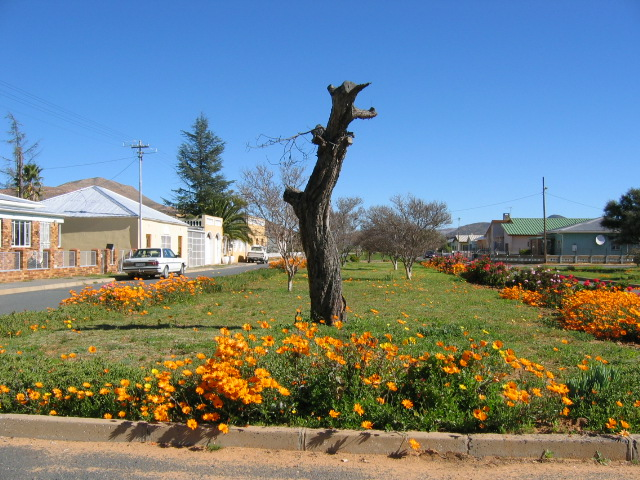
陶斯勒菲

陶斯勒菲是南非的城鎮，位於該國南部，由西開普省負責管轄，距離開普敦160公里，始建於1877年，面積6.39平方公里，海拔高度770米，2001年人口6,781，人口密度每平方公里1,100人。